# Дорнень (Плопана, Бакеу)
Дорнень, Дорнені (рум. Dorneni) — село у повіті Бакеу в Румунії. Входить до складу комуни Плопана.
Село розташоване на відстані 262 км на північ від Бухареста, 26 км на схід від Бакеу, 61 км на південний захід від Ясс.

## Населення
За даними перепису населення 2002 року у селі проживали 40 осіб, з них 37 осіб (92,5%) румунів. Рідною мовою 37 осіб (92,5%) назвали румунську.